# Uniforme militaire d'Allemagne de l'Est

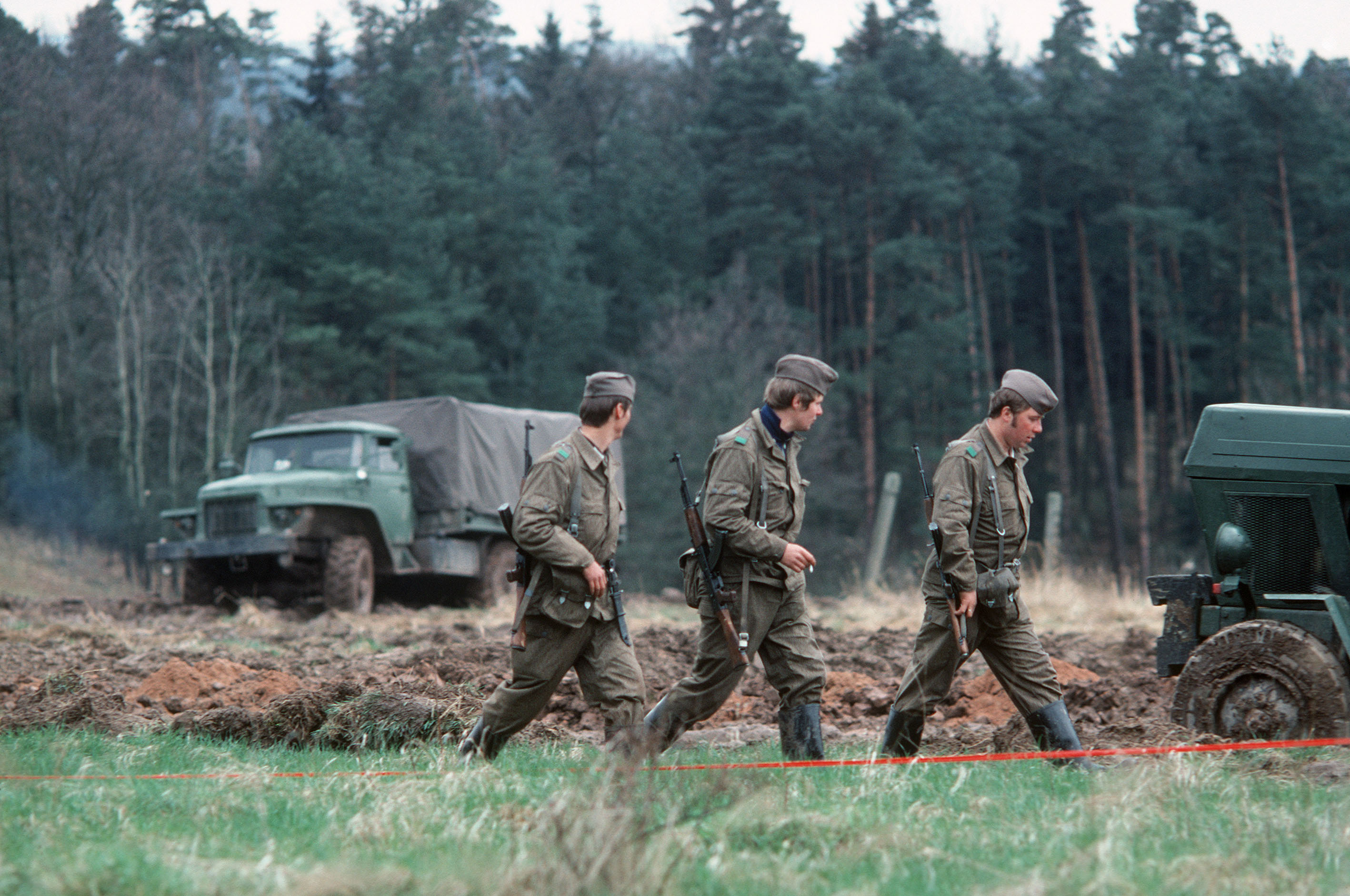
Patrouille est-allemande, 1979

L'uniforme militaire d'Allemagne de l'Est, est l'uniforme que porte le soldat de la Nationale Volksarmee lors de la parade, ou du combat. Il se distingue des autres uniformes du bloc de l'Est par son style éloigné de celui de l'uniforme soviétique. Il reste inchangé des années 1950 à la réunification allemande.
Il se compose de l'uniforme de parade, assez similaire à l'uniforme nazi d'avant-guerre et de l'uniforme de campagne, qui est lui bien plus similaire à l'uniforme soviétique, excepté quelques détails. Des uniformes spécialisés sont en usage dans les différentes composantes de l'armée est-allemande, comme les gardes-frontières, la marine et l'armée de l'air.
L'uniforme est Il est orné de l'emblème de la République démocratique allemande, composé d'un marteau et d'un compas entourés par une couronne d'épis de blé. Des motifs utilisés à l'origine par la Wehrmacht sont introduits, de même que les épaulettes et cols typiques d'autres uniformes allemands.